# Humeston (Iowa)
Humeston est une ville, du comté de Wayne en Iowa, aux États-Unis. Elle est incorporée le 4 mars 1881.

## Source de la traduction
- (en) Cet article est partiellement ou en totalité issu de l’article de Wikipédia en anglais intitulé « Humeston, Iowa » (voir la liste des auteurs).